# Kvarnby gård
Kvarnby gård (finska: Myllykylän kartano) är en herrgård som ligger i Sjundeå i västra Nyland i Finland. Gården var under Svidja slott för några hundra år men blev en självständig egendom igen år 1815. Den nuvarande huvudbyggnaden var byggt under 1800-talet. Sedan 1800-talet har gården bytt ägare många gånger. Endast godsägarna C.J. Lannér, A. Wiens och Johannes Räihä kan omnämnas dom långvariga ägare till gården. Nuförtiden är Kvarnby gård i privat ägo.

## Historia
Kvarnby omnämndes första gången i skriftliga källor år 1529. Då beklagade en bonde på Kvarnby i sitt brev till Gustav Vasa att Erik Fleming på Svidja hade gått utöver rår mellan Kvarnby och Svidja. 
Senare omnämndes Kvarnby bland annat när man talar om Svidja bruk. Enligt professor Tekla Hultin har det i Kvarnby gårds mark funnits en städstock och stångjärnshammare. Det var Erik Fleming som var intresserad för bergshantering och transporterade järnmalm från Ojamo i Lojo till Svidja bruk för förädling. Vattenkraft fick man från närvarande Sågars fors. 
År 1914 avskiljdes Järvans från Kvarnby.

### Huvudbyggnaden
Kvarnby avskiljdes från Svidja år 1815 och den köptes av fältkamreraren C.J. Lannér. Under Lannérs tid var också den nuvarande huvudbyggnaden byggt. Lannér sålde Kvarnby gård år 1843. Huvudbyggnaden är byggt av trä i två våningar. Den ligger i en förnäm inramning av ek och andra ädla trädslag och med vacker utsikt över ådalen och Sågars fors.

## Ägarna
Kvarnby gårds betydande ägarna var bland andra:
- Claes Fleming
- Hebbla Sparre
- Margareta Banérs
- Claes Banérs
- Erik Fleming
- C.J. Lannér
- A. Wiens
- Johannes Räihä